# Pierre-Auguste de Schleswig-Holstein-Sonderbourg-Beck
Pierre-Auguste de Schleswig-Holstein-Sonderbourg-Beck, (en allemand : Peter August von Schleswig-Holstein-Sonderburg-Beck), en russe : Пётр Август Фридрих Гольштейн-Бекский, né le 7 décembre 1697 à Königsberg (Prusse) et décédé le 22 mars 1775 à Reval.
Il est duc de Schleswig-Holstein-Sonderbourg-Beck de 1774 à 1775, gouverneur général de Saint-Pétersbourg (1762).

## Famille
Fils de Frédéric-Louis de Schleswig-Holstein-Sonderbourg-Beck et de Louise-Charlotte de Schleswig-Holstein-Sonderbourg-Augustenbourg.
En 1723, Pierre-Auguste de Schleswig-Holstein-Sonderbourg-Beck épouse Sophie de Hesse-Phillipsthal (1695-1728), fille du landgrave Philippe de Hesse-Philippsthal et de Catherine-Amélie de Solms-Laubach.
Trois enfants sont nés de cette union :
- Charles de Schleswig-Holstein-Sonderbourg-Beck (1724-1726)
- Ulrika de Schleswig-Holstein-Sonderbourg-Beck (1726-1726)
- Charles-Antoine-Auguste de Schleswig-Holstein-Sonderbourg-Beck, duc de Schleswig-Holstein-Sonderbourg

Veuf, Pierre-Auguste de Schleswig-Holstein-Sonderbourg-Beck épouse la comtesse Nathalie Nikolaïevna Golovine (1724-1767), fille du comte Nikolaï Golovine.
Trois enfants sont nés de cette union :
- Pierre de Schleswig-Holstein-Sonderbourg-Beck (1743-1751)
- Alexandre de Schleswig-Holstein-Sonderbourg-Beck (1744-1744)
- Catherine de Schleswig-Holstein-Sonderbourg-Beck (1750-1811), en 1767, elle épouse le prince Ivan Bariatinsky (†1811)

## Généalogie
Pierre-Auguste de Schleswig-Holstein-Sonderbourg-Beck appartient à la quatrième branche (lignée de Schleswig-Holstein-Sonderbourg-Beck) issue de la première branche de la Maison de Schleswig-Holstein-Sonderbourg, elle-même issue de la première branche de la Maison d'Oldenbourg. Il est l'ascendant de Marguerite de Danemark, Harald V de Norvège, Constantin II de Grèce.